# Montegrosso Pian Latte
Montegrosso Pian Latte (ligur nyelven Montegrosso Cian de Laite) egy olasz község Liguria régióban, Imperia megyében.

## Földrajz
Borghetto d’Arroscia az Arroscia-völgyben, a Monega-hegy egyik teraszán helyezkedik el.

## Gazdaság
Legjelentősebb bevételi forrása a mezőgazdaság. Elsősorban szőlőt termesztenek, illetve pásztorkodnak.

## Közlekedés
Megközelíthető az A10 autópályán, az Imperia Ovest lehajtóról. Legközelebbi vasútállomás Albenga és Imperia-Oneglia a Genova-Ventimiglia vasútvonalon.

## Fordítás
- Ez a szócikk részben vagy egészben  a   Montegrosso Pian Latte című olasz Wikipédia-szócikk fordításán alapul.  Az eredeti cikk szerkesztőit annak laptörténete sorolja fel. Ez a jelzés csupán a megfogalmazás eredetét és a szerzői jogokat jelzi, nem szolgál a cikkben szereplő információk forrásmegjelöléseként.